# Jens Unmack
Jens Unmack Larsen (født 26. april 1964) er dansk sanger og sangskriver. Han er mest kendt som forsanger i musikgruppen Love Shop, men har også udgivet flere soloalbums.
Jens Unmack er opvokset i Himmelev ved Roskilde og i Viborg.

## Karriere
Unmack begyndte karrieren i Viborg-bandet Næste Uges TV og har været bassist i gruppen Greene. I 1984 udgav han et soloalbum på kassettebånd kaldet Klarhed at elske via pladeselskabet Bondeskiver, der også havde udgivet Næste Uges Tvs kassette Det døde hus i 1983.
Han er dog bedst kendt som sanger og sangskriver i gruppen Love Shop, der albumdebuterede i 1990 med 1990 og blev et meget populært band ikke mindst blandt live-publikummet, både før og efter den pause, bandet holdt fra 2004 til 2009.
I 2004 indsang Unmack nummeret "Minder" til Leonard Cohen-albummet På Danske Læber. Unmacks egentlige debut som solist fulgte året efter med albummet Vejen hjem fra rocknroll, der udkom i juni 2005. Sangen "Skovens dybe stille" fra dette album, bliver brugt i DRs tv-serie Bonderøven.
Han modtog prisen Årets tekstforfatter ved Årets Steppeulv i 2004 og igen i 2006.
26. marts 2007 udgav han soloalbum nummer to, Aftenland Express.
23. marts 2009 udkom tredje album, Dagene løber som heste, hvor strygersektionen fra Prags Filharmoniske Orkester medvirker på syv af de ti sange.
Alle Jens Unmacks tre soloalbum er produceret af Nikolaj Nørlund.

## Diskografi

### Solo
- 1984 Klarhed at elske
- 2005 Vejen hjem fra rocknroll
- 2007 Aftenland Express
- 2009 Dagene løber som heste
- 2011 Over Byen, Under Himlen - En Samling

### Gæsteoptrædende
- 2004 På Danske Læber